# Gothelo I de Lotharingia Inferioară
Gothelo (sau Gozelo; supranumit cel Mare) (n. cca. 967 – d. 19 aprilie 1044) a fost duce de Lorena Inferioară de la 1023 și Superioară de la 1033. El a mai fost margraf de Anvers din 1005 (sau 1008) și conte de Verdun.
Gothelo a fost fiul cel tânăr al contelui Godefroi I de Verdun cu Matilda, fiică a ducelui Herman de Saxonia din neamul Billungilor. La moartea tatălui său, el a primit Marca de Anvers și a devenit astfel vasal al fratelui său, Godefroi, care a devenit duce de Lotharingia Inferioară din 1012. El a succedat fratelui său din 1023, cu sprijinul împăratului Henric al II-lea, însă s-a lovit de o anumită opoziție până când noul împărat, Conrad al II-lea i-a forțat pe rebeli să se supună, în 1025. Atunci când Casa de Bar, care guverna în Lorena Superioară, s-a stins în 1033, odată cu moartea vărului său Frederic al III-lea, împăratul Conrad l-a numit pe Gothelo duce în ambele ducate lorene, astfel încât el a reușit să apere teritoriul împotriva lui Odo al II-lea, conte de Blois, Meaux, Chartres și Troyes (viitorul comitat de Champagne).
În bătălia de la Bar din 15 noiembrie 1037, Gothelo i-a administrat lui Odo o înfrângere decisivă, în condițiile în care contele de Blois încerca să creeze un stat independent între Franța și Germania. Cu această ocazie, Odo a murit în luptă.
Gothelo a murit la 19 aprilie 1044 și a fost înmormântat în biserica abațială de la Bilsen. Fiul său Godefroi i-a succedat în Lorena Superioară, însă împăratul Henric al III-lea a refuzat să îi acorde acestuia și stăpânirea în Lorena Inferioară. Atunci când Godefroi s-a arătat nemulțumit față de decizia imperială, Henric a amenințat că va trece ducatul sub conducerea incompetentului frate al lui Godefroi, Gothelo al II-lea. Acest episod va cauza o îndelungată rebeliune în Lotharingia din partea aliaților lui Godefroi (conții de Flandra și Leuven) față de forțele imperiale (1044–1056).

## Familia
Numele soției lui Gothelo nu este cunoscut, numele Barbei de Lebarten, fiind doar un fals grosolan al genealogiștilor ulteriori.
Gothelo a avut următorii copii:
- Godefroi cel Bărbos, duce de Lorena Superioară
- Gothelo, duce de Lorena Inferioară
- Frederic, devenit papă, ca Ștefan al IX-lea
- Regilinda, căsătorită cu contele Albert al II-lea de Namur
- Oda, căsătorită cu contele Lambert al II-lea de Leuven
- Matilda, căsătorită cu Henric I, conte palatin de Lotharingia